# Пьянково (Петуховский район)
Пьянково — деревня в Петуховском районе Курганской области. Входит в состав Новоберёзовского сельсовета.

## История
До 1917 года входила в состав Рынковской волости Ишимского уезда Тобольской губернии. По данным на 1926 год железнодородный разъезд Пьянково состоял из 17 хозяйства. В административном отношении входил в состав Каравашкинского сельсовета Петуховского района Ишимского округа Уральской области.

## Население
| 1868 | 1989 | 2002 | 2010 |
| ---- | ---- | ---- | ---- |
| 100  | ↗127 | ↗140 | ↘56  |

По данным переписи 1926 года на разъезде проживало 59 человек (32 мужчины и 27 женщин), в том числе: русские составляли 86 % населения, украинцы — 14 %.